# 阿比留李帆
阿比留 李帆（あびる りほ、1993年〈平成5年〉7月17日 - ）は、日本の元グラビアアイドル、元タレントであり、女性アイドルグループ・SKE48の元メンバーである。
愛知県名古屋市出身。2016年7月からは「あびる李帆」名義で活動していた。

## 略歴
2009年3月29日『SKE48第二期メンバーオーディション』に合格し（応募総数3248名、最終合格者24名）、同年4月26日、NHKホールで行われたAKB48のコンサート『「神公演予定」* 諸般の事情により、神公演にならない場合もありますので、ご了承ください。』においてSKE48第2期生のうちの一人として初お披露目された。
2009年6月13日、SKE48劇場でチームKII 1st Stage「会いたかった」公演が開始されるが、正規メンバーには選ばれず研究生に留まる。それから1年半後の2010年12月6日、3期生だった後藤理沙子、秦佐和子、矢方美紀と共にチームKIIの正規メンバーに昇格した。
2013年4月13日、『SKE48 春コン 2013「変わらないこと。ずっと仲間なこと」』（於：日本ガイシホール）で発表された“組閣”によりチームSに異動したが、翌2014年2月24日の「AKB48グループ大組閣祭り～時代は変わる。だけど、僕らは前しか向かねえ!～」（於：Zepp DiverCity Tokyo）の発表によってチームKIIに戻った。
2014年6月7日に発表された『AKB48 37thシングル 選抜総選挙』では74位にランクインし、アップカミングガールズに選出されたが、2015年1月7日のSKE48劇場「ラムネの飲み方」公演内で卒業を発表。同年4月30日をもって6年間にわたるSKE48としての活動を終了した。
2015年6月よりユニークに所属し、ソロでのタレント活動を開始したが、翌2016年7月、スターレイプロダクションに移籍。「あびる李帆」名義でグラビアアイドルに転身し、2017年7月28日に写真集『RIHOLIDAY』をリリースしたが、2019年6月30日、事務所との契約満了と共に芸能界を引退した。

## 人物
- 愛称は「りぃちゃん」。ただし後輩（SKE3期生）の山田恵里伽からは「たかまさん」と呼ばれていた[ブログ 5]。これは劇場公演時におけるキャッチフレーズ「あなたの中の高まりほモード、スイッチオン!」から来ているとされる[9]。
- 姉が1人いる[ブログ 6]。「シェリ」という犬を飼っている[10]。
- 子供の頃からモーニング娘。に憧れており、モー娘。の日本ガイシホール公演を観覧したことがある。SKE48として日本ガイシホール公演を行うと知った際、夜6時以降は何も食べず、2か月で8キロ痩せたと『モデルプレスナイト』で明かしている[11]。
- 好きな色はピンクと紫[ブログ 7][ブログ 8]。
- 大矢真那や後藤理沙子とはSKE48卒業後も交流が続いている[ブログ 1][ブログ 9]。またSKE48同期の向田茉夏[ブログ 8]や、スターレイプロダクションの同僚の上福ゆき[12]、プラチナムプロダクション所属の大須賀あみ[13]とも仲が良い。
- 1歳上の梅本まどかと誕生日が同じ7月17日である[ブログ 10]。

## SKE48在籍時の参加曲

### シングル選抜楽曲
SKE48名義
- 「強き者よ」に収録
  - バンジー宣言
- 「ごめんね、SUMMER」に収録
  - ピノキオ軍 - 「シアターガールズ」名義
- 「1!2!3!4! ヨロシク!」に収録
  - コスモスの記憶 - 「白組」名義
  - そばにいさせて
- 「バンザイVenus」に収録
  - 愛の数 - 「Team KII」名義
  - 卒業式の忘れもの - 「白組」名義
- 「パレオはエメラルド」に収録
  - ときめきの足跡 - 「白組」名義
  - 積み木の時間
- 「オキドキ」に収録
  - バズーカ砲発射! - 「白組」名義
  - 初恋の踏切
- 「片想いFinally」に収録
  - はにかみロリーポップ - 「白組」名義
  - 今日までのこと、これからのこと
- 「アイシテラブル!」に収録
  - あうんのキス - 「白組」名義
- 「キスだって左利き」に収録
  - 体育館で朝食を - 「白組」名義
- 「チョコの奴隷」に収録
  - 冬のかもめ - 「白組」名義
- 「美しい稲妻」に収録
  - JYURI-JYURI BABY - 「Team S」名義
- 「賛成カワイイ!」に収録
  - カナリアシンドローム - 「白組」名義
- 「未来とは?」に収録
  - 猫の尻尾がピンと立ってるように…feat. Bose (スチャダラパー）- 「Team S」名義
  - 僕らの絆
- 「不器用太陽」に収録
  - サヨナラ 昨日の自分 - 「Team KII」名義
- 「12月のカンガルー」に収録
  - DA DA マシンガン - 「Team KII」名義
- 「コケティッシュ渋滞中」に収録
  - 僕は知っている - 「Documentary of SKE48」名義
  - 今夜はJoin Us! - 「Team KII」名義

AKB48名義
- 「ギンガムチェック」に収録
  - あの日の風鈴 - 「ウェイティングガールズ」名義
- 「心のプラカード」に収録
  - チューインガムの味がなくなるまで - 「アップカミングガールズ」名義

### アルバム選抜楽曲
SKE48名義
- 『この日のチャイムを忘れない』に収録
  - 叱ってよ、ダーリン! - 「Team KII」名義
  - ヘビーローテーション - 「Team KII」名義

AKB48名義
- 『ここにいたこと』に収録
  - ここにいたこと - 「AKB48+SKE48+SDN48+NMB48」名義
- 『1830m』に収録
  - 青空よ、寂しくないか? - 「AKB48+SKE48+NMB48+HKT48」名義

### 劇場公演ユニット曲
SKE48研究生「PARTYが始まるよ」公演
- キスはだめよ

チームKII 2nd Stage「手をつなぎながら」公演
- 雨のピアニスト

チームKII「ラムネの飲み方」公演
- Nice to meet you!（3rd Stage）
- クロス（5th Stage）
- フィンランド・ミラクル（5th Stage）
- 眼差しサヨナラ（5th Stage）

## 活動

### 写真集
- RIHOLIDAY（双葉社・2017年7月28日発売）[ブログ 4]

### テレビ出演
- モデルプレスナイト（Kawaiian for ひかりTV 4K・2017年より不定期出演）[11]

### ブログ
1. 1 2 3  “♡♡ nagoya ♡♡”. Riho Abiru Official Blog.  サイバーエージェント (2015年9月17日). 2021年4月27日閲覧。
2. 1 2  “2016年、ありがとうございました♡”. Riho Abiru Official Blog.   サイバーエージェント (2016年12月31日). 2021年4月27日閲覧。
3. 1 2  “阿比留李帆です♡”. Riho Abiru Official Blog.   サイバーエージェント (2015年6月15日). 2021年4月27日閲覧。
4. 1 2  “♡♡ 1st写真集 RIHOLIDAY 本日発売 ♡♡”. Riho Abiru Official Blog.   サイバーエージェント (2017年7月28日). 2021年4月27日閲覧。
5. ↑  山田恵里伽 (2010年11月7日). “夢は＆朝ご飯＆変顔特集(恵*`・∀)⊃＝〇”. SKE48オフィシャルブログ.   サイバーエージェント. 2021年4月27日閲覧。
6. ↑  大矢真那 (2013年12月25日). “美味しいお料理”. SKE48オフィシャルブログ.   サイバーエージェント. 2021年4月27日閲覧。
7. ↑  “♡ Q&A 002 ♡ りほ私服 ♡”. Riho Abiru Official Blog.   サイバーエージェント (2015年6月29日). 2021年4月27日閲覧。
8. 1 2  向田茉夏 (2012年7月16日). “K2が、大好き大好き大好き!!(゜ー゜夏)”. SKE48オフィシャルブログ.   サイバーエージェント. 2021年4月27日閲覧。
9. ↑  大矢真那 (2015年12月18日). “お久しぶり”. SKE48オフィシャルブログ.   サイバーエージェント. 2021年4月27日閲覧。
10. ↑  須田亜香里. “*美人の湯に入った勢いで(・⌒+)☆ミ”. SKE48オフィシャルブログ.   サイバーエージェント. 2021年4月27日閲覧。